# Palazzo Pisani a Santo Stefano

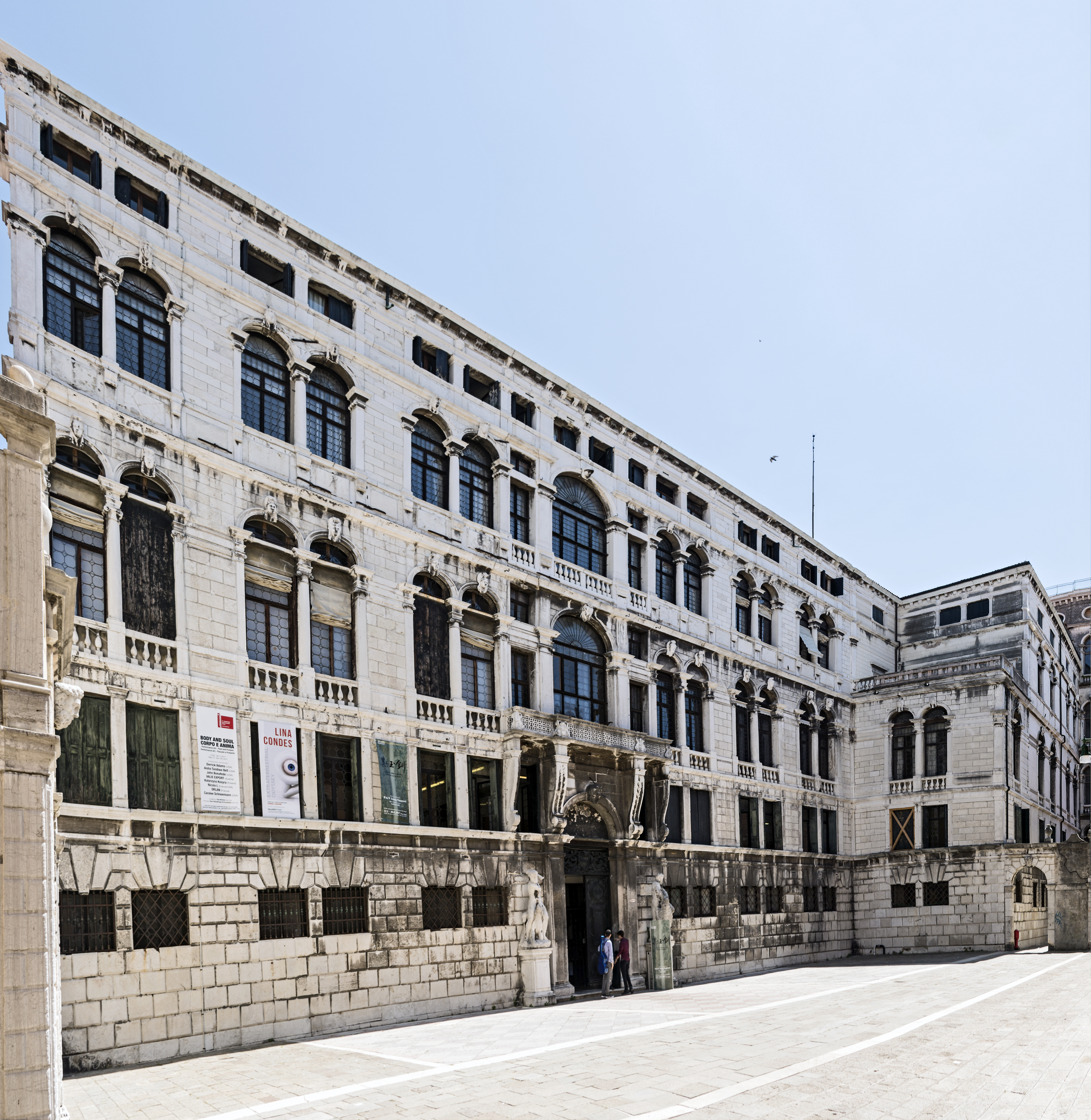
Hauptfassade des Palazzo Pisani a Santo Stefano

Palazzo Pisani a Santo Stefano ist ein Palast in Venedig in der italienischen Region Venetien. Er liegt im Sestiere San Marco mit Blick auf den Rio del Santissimo. Es grenzen der Palazzetto Pisani und der Palazzo Morosini mit Blick auf den Campo Pisani, angrenzend an den Campo Santo Stefano, an. Der Palast ist der Sitz des Conservatorio Benedetto Marcello.

„Die letzte große Restaurierung wurde von Girolamo Frigimelica, dem Architekten der Familie Pisani, durchgeführt, derselbe, der die imposante Villa Pisani in Stra entworfen hat. Der Zweck dieses Gebäudes war ein ausgesprochen feierlicher: Die Adelsfamilie Pisani, damals die reichste der Stadt, wollte einen Palast, der ihrer Großartigkeit würdig war, in der Breite zunehmend von den angrenzenden Häusern bis zum Canal Grande. Dort sollten berühmte Leute, Herrscher und Fürsten weilen: Die Chronisten sprechen von der Großartigkeit der Möbel und Dekorationen, von der Galerie voller Gemälde der angesehensten Maler. Die enorme Fassade des Palastes, die von einigen wegen ihres Prunkes kritisiert wurde, wird von zwei großen Bögen über dem Eingangsportal belebt.“ (Benedetto Marcello)

„[Am Palazzo Pisani ist] bemerkenswert nur der Mut des alten Eigentümers, so viel Geld auszugeben.“ (Pietro Selvatico)

## Geschichte

### Bau
1525 lebten die Pisanis schon in der Gegend von Santo Stefano, aber der Bau des Palastes begann erst in den Jahren 1614/1615. Der erste Kern entwickelte sich zum Teil, wo ein Haus stand, das sich schon im Eigentum der Familie befand (erworben durch Erbe), zum Teil, wo andere, benachbarte Häuser hinzugekauft wurden, um dieses Wohnhaus zu errichten. Alvise Pisani, der Bauherr, entschied sich, nicht einen Architekten mit der Überwachung der Baustelle zu beauftragen, sondern dies selbst zu tun und die Handwerker direkt anzusprechen, vielleicht, weil es zu dieser Zeit keine große, künstlerische Persönlichkeit in Venedig gab. 1634 zerstörte ein Erdbeben einen Teil des Wohnhauses, der dann wieder aufgebaut werden musste. Man denkt, dass für den Wiederaufbau des Gebäudes, der „auf römische Art“ realisiert wurde, möglicherweise der beste Mann seiner Zeit, Bortolo da Venezia, auch Il Manopola genannt kontaktiert wurde. Im 18. Jahrhundert schrieb Vincenzo Maria Coronelli den Bau des Palastes Jacopo Sansovino zu.

### Erweiterung
1728 betraute die Familie Pisani Gerolamo Frigimelica mit der Aufstockung und Erweiterung des Komplexes. Sein Eingriff bestand aus dem Abriss der großen, mittleren Dachgaube, dem Aufstocken um eine Etage, der Anlage von Innenhöfen und der Ausschmückung. Ende des 18. Jahrhunderts wurden andere Arbeiten durchgeführt, die die Änderung des Grundrisses verursachten. Der neue Eigentümer des Palastes, Alvise Pisani, entschied sich tatsächlich, die Salons im zweiten Hauptgeschoss in kleinere Räume zu verwandeln und sie nach dem Plan von Bernardino Maccaruzzi aufzuteilen. Danach hatte der Palast etwa 200 Zimmer. Zu dieser Zeit weilte Gustav III. von Schweden in dem Palast; er bestätigte, dass er diesen üppigen Empfang nie erwidern könne. Es folgten zahlreiche weitere Umbauten: Das Grundriss wurde mehrere weitere Male verändert, die Kunstsammlungen wurden entfernt, der gesamte Komplex wurde in Mietwohnungen aufgeteilt. Im Laufe der Zeit musste die Familie tatsächlich einen großen Teil des Palastes aufgeben und behielt nur noch den Nordflügel. 1880 starb die Eigentümerfamilie aus. 1940 wurde das Gebäude in ein Konservatorium umgebaut. 1947 hatte der Maler Zoran Music sein Studio im Dachgeschoss.

## Beschreibung

### Fassaden

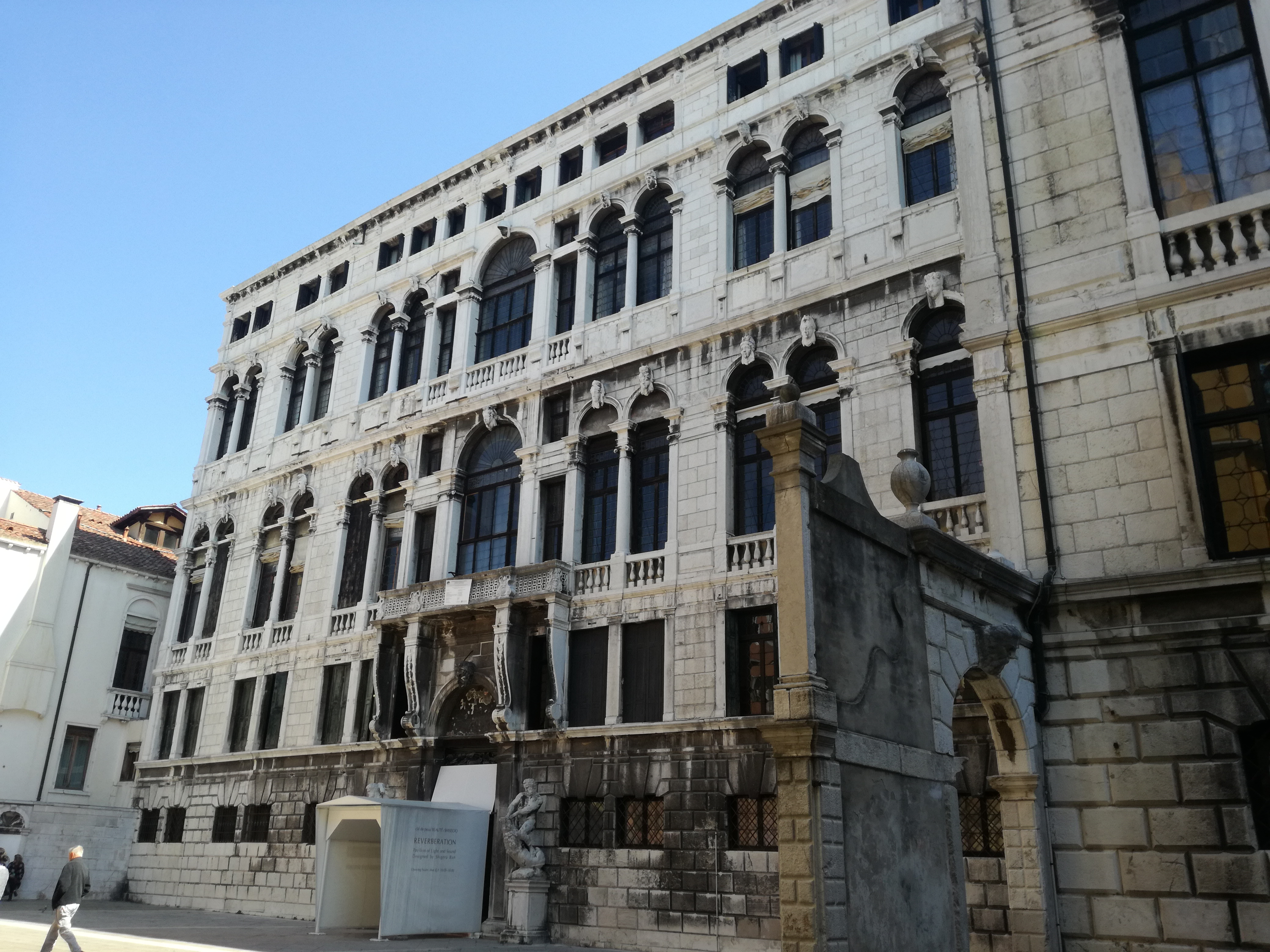
Hauptfassade

Der Palast, der gut den Willen der Pisanis zeigt, den Canal Grande zu erreichen, der tatsächlich erst mit dem Kauf des Palazzetto Pisani erreicht werden konnte, zeigt beträchtliche Abmessungen und mehrere Fassaden.
Die Hauptfassade weist auf dem Campo Pisani hinaus und ist durch seine Verkleidung mit istrischem Kalkstein charakterisiert, was ihr ein majestätisches Aussehen verleiht. Traditionell zeigt sie sich dreigeteilt: In der Mitte des Erdgeschosses finden wir ein breites Portal, das seine Entsprechung in den venezianischen Fenstern in den oberen Geschossen findet. Flankiert werden letztere von Rundbogenfenstern, deren Schlusssteine mit menschlichen Köpfen dekoriert sind. Diese Fenster sind zu Doppelfenstern zusammengesetzt; sie bilden eine modulare Einheit, die sich mehrmals wiederholt und eine Säule in der Mitte und auf den Seiten Pilaster besitzen. Der außergewöhnlich weit vorspringende Balkon des ersten Hauptgeschosses wird von zwei Modillions gestützt und sein Geländer ist mit quadratischen Motiven dekoriert.
Die Nebenfassaden zeigen zum Canal Grande (sie wurde erst 1751 vollendet) und zum Rio del Santissimo. Sie schauen beide etwas nackt aus, nicht zu vergleichen mit der Hauptfassade. Ihre Zier besteht hauptsächlich aus Einzelfenstern.

### Grundriss
Die Struktur des Grundrisses zeigt einen von traditionellen Strukturen vollkommen unterschiedlichen Charakter; traditionell wäre einer Folge von Zimmern zu beiden Seiten des Protego (großer Empfangssalon). In diesem Falle entfaltet sich das Gebäude dagegen um zwei Innenhöfe, die nur durch einen Flügel mit Loggien getrennt sind.

### Innenräume

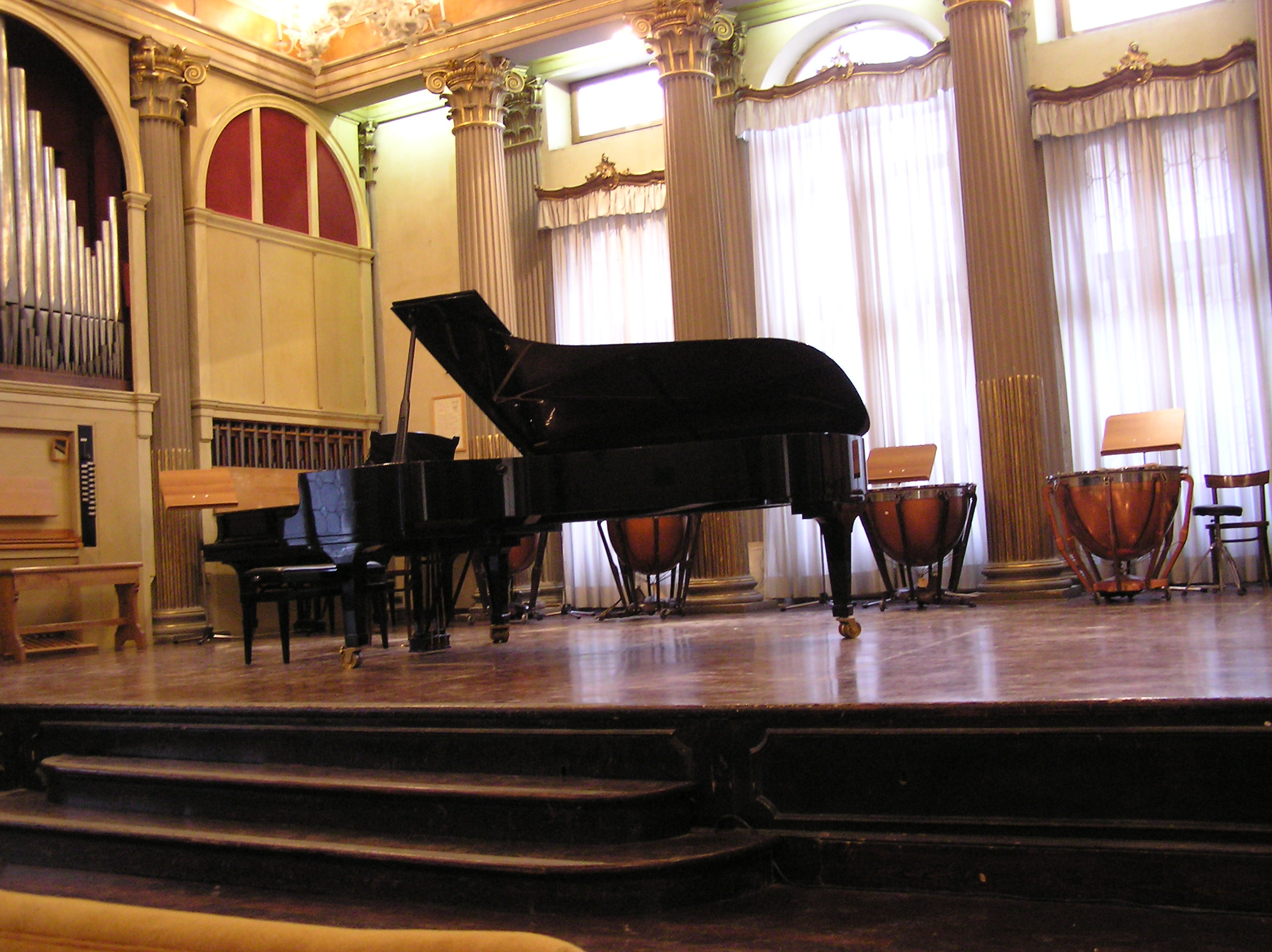
Konzertsalon, ursprünglich Ballsaal

Über die Jahre wurde das Gebäude Opfer von Zerstörungen. Dennoch sind einige Kunstwerke bis heute erhalten, insbesondere an den Decken und im Stuck. Zwei Figurengruppen umgeben das Portal: Die eine zeigt die „Tötung des Löwen“ und die andere die „Gefangennahme des Zerberus“. Sie werden in der Regel der Schule von Girolamo Campagna zugeschrieben. Die Rückwand der Eingangshalle wird vom großen „Fano“, der Achterlaterne der Galeere von Andrea Pisani, beherrscht. Im Saal der ehemaligen Bibliothek im fünften Stock kann man zwei Medaillen mit Profilen von Martin Luther und Johannes Calvin sehen. Im Mezzaningeschoss werden einige Räume gezeigt, die mit Stuckarbeiten aus der zweiten Hälfte des 18. Jahrhunderts dekoriert sind.
Im Protego im ersten Hauptgeschoss zeigte man einst eine Sammlung von Gemälden mit den Gesichtern der berühmtesten Männer der Familie. Heute sind nur noch die von Andrea Pisani und Alvise Pisani erhalten. Die Zier des Raumes ist dagegen das Werk des Malers Jacopo Guarana. In den Zimmern des ersten Obergeschosses sind reichlich Dekorationen vorhanden: Dort arbeitete unter anderem Francesco Zugno an den Fresken, die den Raum auf den Platz hinaus schmücken, ebenso wie den angrenzenden. Im selben Geschoss findet sich eine Kapelle mit einem Altarbild zu den Themen „Heilige Familie“ und „Heilger Johannes“, die von Giuseppe Angeli geschaffen wurden.
Im Flügel entlang dem Kanal gibt es zwei Zimmer, die einst reich verziert gewesen sein müssen, heute aber nackt sind. Im selben Flügel liegt ein Saal, der als Pinakothek genutzt wird und in dem wertvolle Werke gesammelt wurden. In einer Inventarliste aus dem Jahre 1809 sind 159 Werke aufgeführt, von denen zwei Drittel aus dem 16. Jahrhundert, ein Viertel aus dem 17. Jahrhundert und ein Dutzend aus dem 18. Jahrhundert sind. Die Inventarliste erwähnt auch die Namen der Künstler, darunter Tizian, Jacopo Tintoretto, Paolo Veronese, Jacopo Bassano und Jacopo Palma. Anschließend an diesen Raum findet man reiche Stuckarbeiten in weiß und goldfarben, die Giuseppe Ferrari zugeschrieben werden, der sie 1776 fertigte. Auf der rechten Seite findet sich eine Kapelle, die der „Madonna vom Rosenkranz“ geweiht ist und 1717 erweitert und ausgeschmückt wurde.
Ein weiterer, besonders wichtiger Raum ist der Ballsaal, der heute für Konzerte genutzt wird. Sein Bau wurde von Almorò Pisani in den Jahren 1717 bis 1720 veranlasst. Das künstlerisch wertvollste Teil des Raumes war einst ein Gemälde, dass die Decke zierte und von Giovanni Antonio Pellegrini zwischen 1722 und 1723 geschaffen wurde. Das Gemälde wurde 1895 verkauft, aber 1904 durch ein Werk von Vittorio Emanuele Bressanin ersetzt, auf dem die „Verherrlichung der Musik“ dargestellt ist. Dieses Werk wurde kostenlos erstellt. Gleichzeitig widmete sich Bressanin auch der Schaffung der Fresken des anderen Saales zum zentralen Treppenhaus hin, der einst mit fünf Gemälden von Veronese geschmückt war. Der Raum, der heute die Direktion des Konservatoriums beherbergt, gibt es einen bronzierten Türklopfer, der Alessandro Vittoria zugeschrieben wird.

## Bibliothek
Von der ehemaligen Bibliothek der Pisanis ist heute nichts mehr außer einem Katalog aus dem Jahre 1807 erhalten. Drei Jahre später wurde alles versteigert und überallhin zerstreut. Die Bibliothek war von Almorò Pisani gegründet und war die reichste unter denen aller venezianischen Adligen. Als sie noch existierte, war sie zweimal wöchentlich öffentlich zugänglich und hatte einen Hausmeister. Die Sammlung war reich an „verbotenen Büchern“, die häufig als Häresie bezeichnet wurden. In der Bibliothek gab es auch eine umfangreiche Münzsammlung, die aus 6000 Stücken bestand und sich aus einem kompletten Satz der venezianischen Münzen zusammensetzte.